# Akatystarz
Akatystarz, rzadziej akafistnik (od akatyst:  z cs. а҆ка́фїстъ, stgr. Ἀκάθιστος) – używana w kościołach wschodnich, księga liturgiczna stanowiąca zbiór akatystów.